# Francisco de Paula Campá y Porta
Francisco de Paula Campá y Porta (Vic, 1838 - Barcelona, 1892) fue un ginecólogo y obstetra español, fundador, junto con el doctor Manuel Candela, de la tocoginecología valenciana en el siglo XIX.

## Biografía
Estudió medicina en la Universidad de Barcelona, donde se licenció en 1861. Tras ejercer unos años en Vic regresó a Barcelona, donde se dedicó a la tocoginecología y a los estudios histopatológicos. Posteriormente, se trasladó a Valencia integrándose pronto en el grupo experimentalista que encabezaba Amalio Gimeno y Cabañas. Fue catedrático de obstetricia y de enfermedades de la mujer y de los niños desde 1872 hasta 1889. Este año se trasladó como catedrático a la Universidad de Barcelona, falleciendo tres años después. Su numerosa obra le convirtió en uno de los mayores divulgadores médicos a nivel internacional de su tiempo. Fundó en 1877 la revista La Crónica Médica. Publicó más de doscientos artículos, en los que, aparte de casos clínicos con análisis histopatológicos, desarrolló el estudio de la fisiopatología de la menstruación y la sepsis puerperal, cuya patología y prevención analizó desde los supuestos de la microbiología médica.
Su instrumental de trabajo está expuesto en el Museo historicomédico de la Universidad de Valencia, junto al de otros relevantes doctores como Manuel Candela y Francisco Bonilla Martí.

## Publicaciones
Algunas de sus obras más destacadas fueron:
- Campá y Porta, Francisco de Paula (1878).  Librería de Pascual Aguilar, Valencia, ed. Tratado completo de obstetricia.
- Campá y Porta, Francisco de Paula (1881).  Imp. José M. Blesa, ed. Lecciones de ginecopatía o enfermedades especiales de la mujer, profesadas en la facultad de Medicina de Valencia..

## Links de referencia
- Francesc de Paula Campà i Porta | Galeria de Metges Catalans del COMB -en catalán-